# Оговорка об ограничениях для региональных авиакомпаний

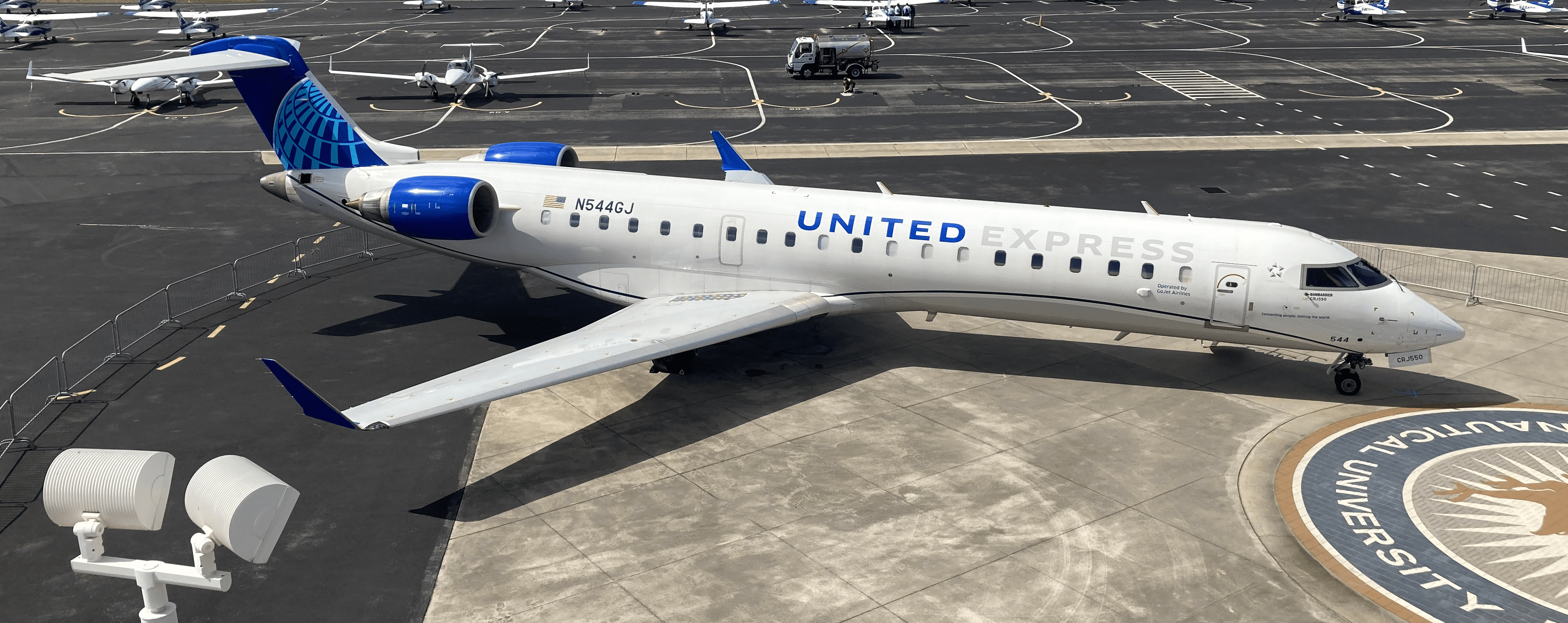
CRJ550 (GoJet Airlines), соответствующий ограничению в 50 кресел

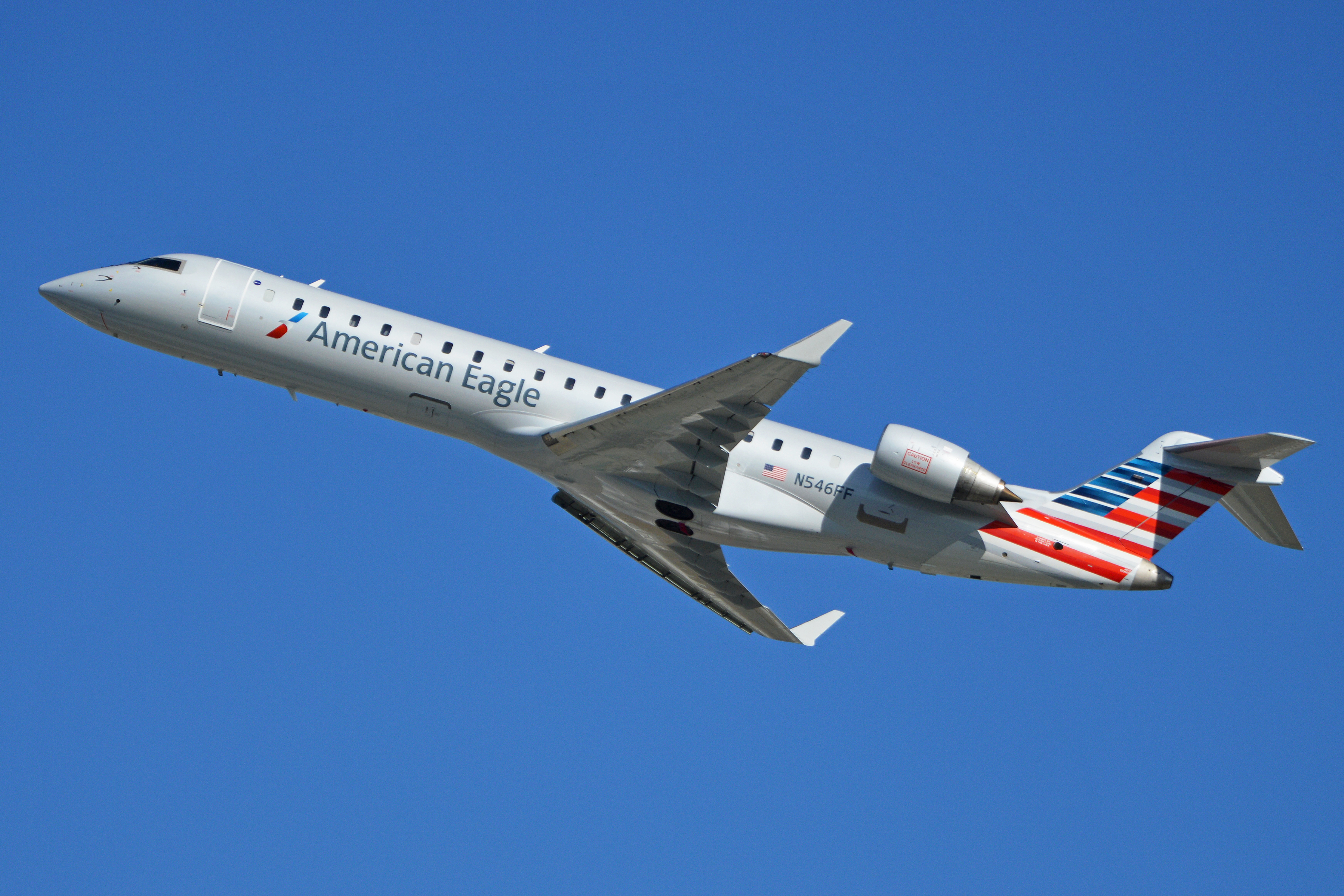
CRJ700 (PSA Airlines), аналогичный по размерам, но соответствующий ограничению в 76 кресел

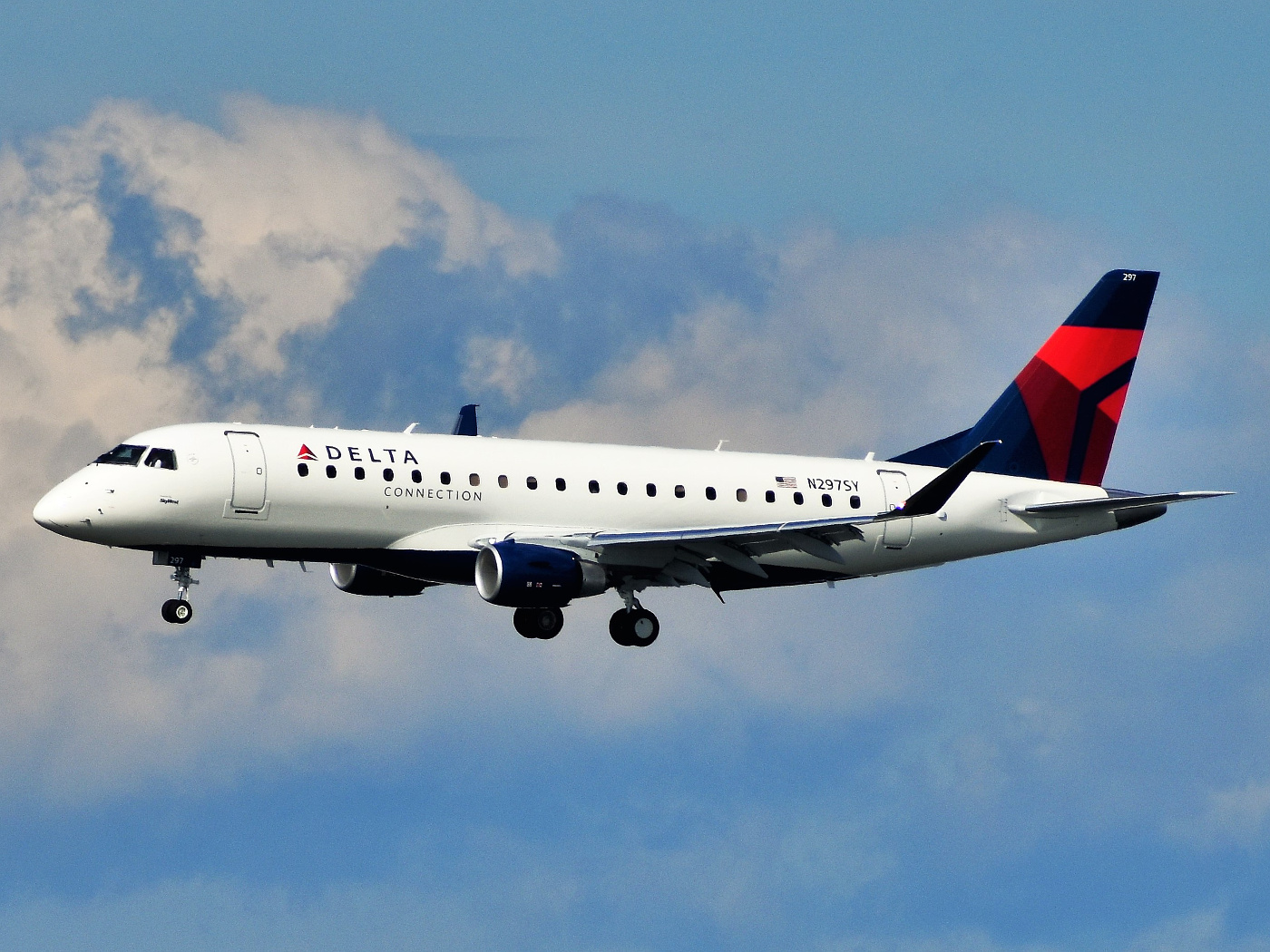
Embraer 175 (SkyWest Airlines), также соответствующий ограничению в 76 кресел

Оговорка об ограничениях для региональных авиакомпаний (англ. scope clause) — в США, ограничения для дочерних и партнёрских региональных авиаперевозчиков по размеру флота и некоторым лётно-техническим характеристикам самолётов, прописанные в договорах между магистральными авиакомпаниями (англ. mainline carriers) и их пилотскими профсоюзами. Целью ограничений является защита рабочих мест и зарплат пилотов магистральных авиакомпаний от конкуренции с менее оплачиваемыми пилотами региональных компаний.

## Описание
Явление существует преимущественно в США и возникло в результате стремления пилотов магистральных авиакомпаний защитить свои рабочие места и зарплаты от аутсорсинга. Поскольку зарплаты пилотов магистральных авиакомпаний в среднем выше, чем у пилотов региональных перевозчиков, магистральным авиакомпаниям было бы выгодно в целях экономии отдавать некоторые свои направления региональным «дочкам» и партнёрам. Чтобы этого не допустить, профсоюзы пилотов магистральных компаний добились ограничений на объёмы перевозок для регионалов, таким образом искусственно обезопасив себя от трудовой конкуренции с их пилотами. Положения критикуются за искусственное ограничение возможностей региональных авиакомпаний, против которых они вводятся.
Оговорки  ограничивают пассажировместимость и размер эксплуатируемого региональным перевозчиком флота. Некоторые холдинги управляют сразу несколькими региональными авиакомпаниями, для каждой из которых существуют отдельные ограничения, определяемые договором с конкретной магистральной авиакомпанией, для которой в рамках партнёрского соглашения выполняются перелёты.

## Примеры ограничений
| Магистральная авиакомпания | 50 и менее мест                                               | 51—76 мест |
| -------------------------- | ------------------------------------------------------------- | --- |
| American Airlines          | —                                                             | Количество судов с 65 и более креслами не должно превышать 40% от объёма узкофюзеляжного флота American Airlines                                                                                 |
| Delta Air Lines            | Не более 125 судов                                            | Не более 102 судов, имеющих менее 70 кресел, не более 233 судов, имеющих 76 кресел (может быть уменьшено до 35 самолётов, если положения Delta LOA №9 перестанут быть доступными в Endeavor Air) |
| United Airlines            | Не более 90% объёма узкофюзеляжного флота United Airlines     | Не более 255 судов с 51—76 креслами, не более 153 судов, имеющих свыше 76 кресел |
| Alaska Airlines            | —                                                             | Не более 43% от объёма флота основной авиакомпании |
| Hawaiian Airlines          | не могут обслуживать магистральные маршруты Hawaiian Airlines | — |

Для партнёров American Airlines, региональные полёты между отдельными прописанными в контракте городами не могут превышать 1,25% запланированного полётного времени основной авиакомпании. Самолёты CRJ900 и E175, ранее летавшие в US Airways, а также самолёты, которые заменят их в будущем, продолжают оставаться под ограничением по количеству кресел и могут эксплуатироваться с 79 или 80 местами соответственно.
Для партнёров Delta Airlines, 85% региональных маршрутов должны быть короче 900 миль, а для 90% рейсов пунктами отправления или прибытия должны быть хабы. Для партнёров United Airlines запланированное полётное время пилотов не должно превышать таковое в основной авиакомпании. Партнёрам также запрещается в течение 24 месяцев выполнять рейсы по маршрутам, ранее обсуживающимся основной авиакомпанией, кроме случаев, когда такие маршруты оказались для неё убыточными.

## Самолёты
Из-за размеров североамериканского рынка авиаперевозок, ограничения оказывают большое влияние на производство региональных самолётов, заставляя производителей разрабатывать воздушные суда, соответствующие требованиям положений. Это также является одной из причин, почему региональные самолёты производятся семействами, а конкурирующие модели имеют идентичное количество мест.
|               | Количество мест | Количество мест      | Количество мест | Количество мест | Количество мест    |
| Производитель | 44              | 50                   | 70              | 90              | 100                |
| ------------- | --------------- | -------------------- | --------------- | --------------- | ------------------ |
| Bombardier    | CRJ440*         | CRJ100/200*, CRJ550* | CRJ700*, Q400   | CRJ900*, Q400   | CRJ1000*           |
| Embraer       | ERJ140*         | ERJ145*              | E170*, E175     | E175, E175-E2   | E190/195*, E190-E2 |
| ATR           | ATR 42          | ATR 42               | ATR 72          |                 |                    |
| Airbus        |                 |                      |                 |                 | A220-100           |

[*] Производство завершено

## История
В 2012 году American, Delta и United ограничили количество мест в самолётах своих региональных авиакомпаний 76 креслами, а максимальная взлётная масса (MTOW) 86 000 фунтами (39009 кг). В период с 2013 по 2017 год компания Embraer получила около 400 заказов на E175 в США, обогнав заказы на CRJ900 более чем в 4 раза. В декабре 2017 года сообщалось, что Delta достигнла установленного лимита на 153 самолёта вместимостью 76 мест и была вынуждена эксплуатировать 102 самолёта вместимостью 70 мест. E170 имеет на 6 мест бизнес-класса меньше, но E175SC имеет 70 мест, при этом он сохраняет то же количество премиальных мест и имеет дальность полёта на 400 морских миль (740 км) больше, чем E170 или CRJ700. SkyWest заказала 30 самолетов E175SC для выполнения партнёрских рейсов для Delta, поступивших в в эксплуатацию в 2018 году. E175SC продается по той же цене, что и E170, а конвертацию в 76-местный вариант необходимо осуществить через Embraer.
Ограничения в 76 кресел и максимальная взлётная масса 86 000 фунтов не могли быть изменены путём переговоров до 2019 года в United и до 2020 года в Delta и American, что ограничило заказы новых Mitsubishi SpaceJet M90 и Embraer 175-E2 меньшими M100 и E175.
United Airlines пересматривает соглашение с Международной ассоциацией пилотов (ALPA) после того, как 31 января 2019 года истёк срок его неизменяемости. По состоянию на сентябрь 2019 года были согласованы «неэкономические» вопросы, касающиеся графика работы пилотов, и ALPA начала обсуждение аспектов ограничений. United пытается увеличить лимит на 76-местные самолёты, учитывая, что по состоянию на 2019 год ни один производитель не выпускал 50-местные. ALPA желает привязать обсуждение ограничений к общему размеру флота United, включая широкофюзеляжные самолеты, тогда как текущий контракт связывает региональные ограничения только с размером флота узкофюзеляжных самолетов. Ожидается, что любое соглашение, достигнутое с United, установит стандарт для последующих переговоров с Delta и American, чьи контракты с пилотами стали изменяемыми в декабре 2019 и 2020 годов соответственно.
В феврале 2019 года компания Bombardier запустила производство CRJ550, модификации CRJ700, созданной специально для соответствия ограничениям. Самолёт имел уменьшенную пассажировместимость (50 человек вместо 78) и взлётный вес (29,4 тонны вместо 38,3 тонны). Хотя United Airlines изначально настаивала на пересмотре пунктов положения, профсоюз пилотов выступал против, называя это «ошибочной стратегией аутсорсинга». Решения о реконфигурации более крупных моделей самолётов подразумевает, что положения об ограничениях не изменились.
Первый полёт Embraer 175-E2 состоялся 12 декабря 2019 года. Программа Mitsubishi SpaceJet была приостановлена в октябре 2020 года, а затем окончательно закрыта в 2023 году. В результате на рынке США единственным всё ещё производящимся реактивным самолётом, совместимым с ограничениями для региональных перевозчиков, стал Embraer 175.